# 대한민국의 선전
대한민국의 선전은 경쟁 상대인 조선민주주의인민공화국의 광범위한 선전에 대응하고 국내외 관객들에게 영향을 미치기 위해 수행된다. 프랑스의 철학자 겸 작가 자크 엘에 따르면, 선전은 권위주의 정권에서만큼이나 민주주의 정권 하에서도 존재한다. 대한민국 민주주의는 국익과 목적을 달성하기 위해 선전을 사용한다. 선전이 유통되는 방식은 TV, 라디오, 영화, 인쇄물, 인터넷과 같은 현대 미디어들이다.

## 테마

### 반공산주의
1948년 건국 이후 이승만 대통령 밑에서 탄생한 것은 반공주의 국가 정체성이다. 위협적인 조선민주주의인민공화국의 공산주의와 전복에 맞서기 위해 강력한 반공적 심리체제를 구축하였다. 대한민국 정부는 1948년 ‘반국가’ 활동을 금지하는 법률을 제정해 국가보안법과 반공이념을 확산시켰다. 이 법은 대한민국 정부에 대한 반대나 비판을 금지하는 것으로 공산주의를 사실상 불법으로 만들었다. 여기에는 미디어, 예술, 문학, 음악이 포함된다. 대한민국의 민주성을 강조함과 동시에 조선민주주의인민공화국의 공산주의 국가 정체성에 반하는 입장을 굳히려 했다. 이 주제는 대한민국의 안보를 위해 미국의 지지를 호소하는 것이었다. 대한민국의 프로파간다는 조선민주주의인민공화국의 공산주의와 김일성 우상숭배에 맞서기 위해 필요했다. 프로파간다의 주제로써 한반도의 통일을 강조하며 이를 통해 탈북자를 끌어들이려 했다. 반공주의 감정과 남북 분단을 조장한 6.25전쟁 이후 반공주의 감정은 더욱 공고히 자리잡았다.

### 한국전쟁

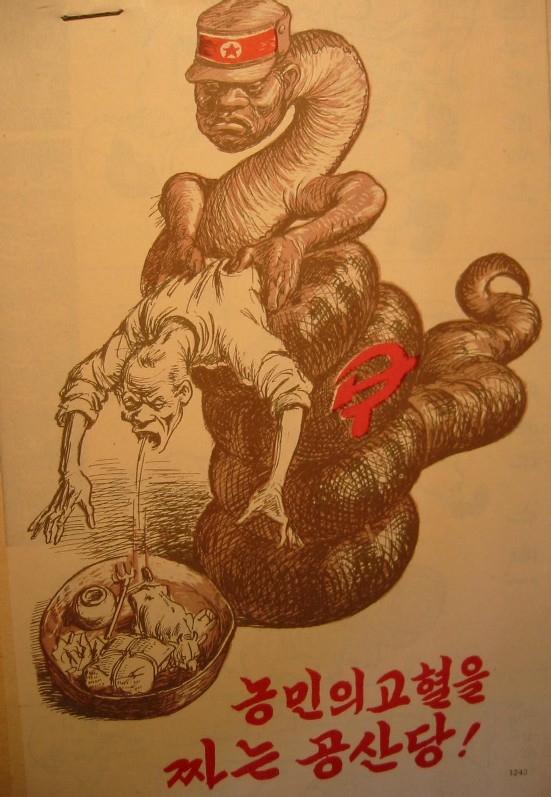
6.25전쟁 당시 제작된 한국의 선전전단에는 "농민들의 고혈(땀과 피)를 짜는 공산당!"라고 적혀 있다.

프로파간다는 우리에게 조선민주주의인민공화국의 침략과 프로파간다 공격에 대한 방어의 중요 수단이었다. 반공이념으로 자리 잡으면서 대한민국의 정체성을 강화하기 위해 사용됐다. 남한은 총력전에 기반한 전쟁에서 승리하기 위해서 위해 국민을 동원할 필요가 있었다. 정치학자이자 저자인 해럴드 D에 의하면. 제1차 세계대전 선전물은 전쟁 중인 국가들은 적을 속이고 민중과 동맹국의 지지를 강화하는 데 있다고 한다. 적의 불손과 비열의 대한 대응으로 국가정신을 강화하자는 시위 선전, 그리고 대북 선전은 대남 주제와 마찬가지로 애국적인 주제를 핵심으로 하였다. 남측의 선전은 조선민주주의인민공화국이 도발적인 침략에 나서 정전협상을 중단시킨 사실을 활용했다.

### 경제적 번영
대한민국은 한국 전쟁의 참화 후 재건에 나섰다. 프로파간다는 함께 국가재건에 나서는 사람들의 자본주의 이념성을 강화하기 위해 노력했다. 경제 번영의 선전 주제는 대한민국이 조선민주주의인민공화국보다 우월하다는 것을 보여주고 반자본주의적 주제에 대항하는 것이기도 했다. 박정희 대통령 밑에서 1960년대와 1970년대에 걸친 경제개혁이 이루어지면서 대한민국은 경제적으로 성공한 국가로 평가된다. 대한민국은 3세계에서 부상한 세계 경제 15위 국가이다. 1970년에 시작된 신촌운동, 새마을운동은 경제 개발동기를 높이기 위해 정부가 국민을 향해 주도한 이념 운동이었다. 박 대통령은 자신의 저서 ‘국가 건설을 위하여’에서 경제실적을 나라의 모범적 사례로 칭송했다. 박 씨는 이 책에서 경제 계획과 발전 개혁에 따른 통계 결과를 공개했다. 1970년대 초에는 남북간 경제 발전의 차이가 있었다. 경제 주제의 목표는 남측의 삶의 질을 높이고 김일성 체제를 타도하는 것이었다. 전후 첫 양국 간의 회담은 대한민국의 수도 서울에서 이루어졌다. 재건된 도시와 교통 체증을 보며 조선민주주의인민공화국 대표단의 인솔자는 이렇게 말했다. ‘우리는 어리석지 않다. 대한민국의 차들을 모두 서울로 옮겨 우리를 속이라고 명령한 게 분명하다.’ 이범석 대한민국 대표단 수석대표는 저걸 간파하였지만 간단했다. 그래도 힘들었던 것은, 모든 건물을 움직이는 것 있었다. 대한민국의 번영을 테마로 한 프로파간다와 북측의 실패한 이데올로기의 간의 대결이, 오늘과 같이 나타나고 있다. 대한민국은 2010년 조선민주주의인민공화국의 공격을 받아 한반도 비무장지대 전역에서 심리전을 펴고 있다. 확성기와 라디오 메시지에는 대한민국의 대중음악(K-POP)이 담겨 있어 자유 의지와 번영의 사상을 과시했다.

### 민족주의적 자존심
민족적 자존심에 바탕을 둔 강한 민족적 정체성은 늘 한국 문화의 일부이다. 1910년부터 1945년까지 일제는 민족 말살 정책을 표방하며 한국 문화와 한국어 등 한국 민족과 관련된 모든 것들을 말살 시키려는 정책을 펴내었다. 이러한 민족 말살 정책은 한국 민족들로 하여금 민족주의의 불씨가 되었고, 이는 독립 후 대한민국 초기 선전의 기반이 되었다.

#### 통일
남북 화해에는 대한민국의 민족주의 선전물이 활용될 여지가 많다. 같은 인종과 민족 동일성을 호소하는 이야기는 북측과의 관계를 개선하고 통일로 이어질 것으로 기대된다. 1998년부터 2008년까지의 햇볕 정책 과정에서 남한은 이러한 선전을 주제로 남북간 접촉과 협력을 강화하였다.

#### 한일관계

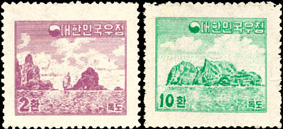
1954년 독도의 사진이 담긴 한국의 우표

한반도 동해안 앞바다 섬이자 현재까지 한국의 영토로 국제적으로 인정되는 독도는 일본의 일방적인 영토 소유 주장에 대응하기 위해 분쟁에서 대한민국의 선전물에 투영되는 경우도 있다.

## 방법

### 영화
한국영화의 인기는 남북 분단 중에서도 우정과 가족 간의 유대를 통한 통일을 주제로 한 작품이 많다. 2000년 영화 '공동경비구역 JSA'는 당시 최고의 흥행 수입을 올린 대한민국 영화였다. 이 영화는 DMZ를 따라 남북 병사들의 우정을 그렸다.

### 라디오
대한민국은 뉴스와 선전물을 주제로 한 라디오 메시지를 조선민주주의인민공화국에 내보내고 있다. 대한민국 정부는 햇볕 정책을 시기 이러한 선전활동을 축소했다. 2008년 이명박 대통령 당선 이후에, 선전 방송이 재개되었고, 2010년 조선민주주의인민공화국의 도발 이후에 방송 활동이 늘어났다.

### 신문
대한민국은 다른 민주국가와 마찬가지로 언론의 자유가 있다. 대한민국 신문은 정치 사상과 정부에 대한 비판과 지지의 장이다. 언론의 취재는 조선민주주의인민공화국과 통일 전망에 대해 자주 거론하고 있다. 독도(일본명·다케시마)분쟁에 대한 민감성 또한 대한민국의 인쇄 미디어에서 다루어지는 공통적 대상이다.

### 삐라
프로파간다를 주제로 한 전단지를 풍선으로 조선민주주의인민공화국에 보내 정보를 전달하는 활동을 말한다. 남북간 대화의 흐름에 따라 대한민국의 전단 활동은 함께 확대 혹은 축소되기도 한다. 대한민국의 반공주의 단체나 조선민주주의인민공화국을 적대시하는 단체가 선전 활동을 확대할 가능성이 있다.

### 인터넷
조선민주주의인민공화국도 대한민국도 인터넷상에서 선전전을 펼치고 있다. 쌍방의 해커가 서로의 웹 사이트를 공격하고, 폐쇄하며, 또한 소셜 네트워크를 통해 프로파간다 메시지를 유포한다.

## 같이 보기
- 북한 언론 보도
- 이승복 (1959년)